# Nils van der Poel
Nils van der Poel (n. 25 aprilie 1996, Q10512757⁠(d), Älvsborg County⁠(d), Suedia) este un patinator de viteză ce a reprezentat Suedia, medaliat olimpic. A participat la o ediție a Jocurilor Olimpice (2022) în care a câștigat două medalii de aur.